# Batalha de Pelagônia
A Batalha de Pelagônia (português brasileiro) ou Batalha de Pelagónia (português europeu) foi travada em setembro de 1259 entre as forças do Império de Niceia[a] e as forças da aliança entre os estados latinos do Despotado de Epiro, Principado de Acaia e o Reino da Sicília. Ela é considerada um evento decisivo na história da região, pois assegurou a reconquista de Constantinopla e o fim do Império Latino dois anos mais tarde, além de marcar o início da retomada da Grécia pelos bizantinos.
A localização exata permanece incerta e ela é por vezes chamada de Batalha de Castória por conta de três fontes bizantinas (Jorge Paquimeres, Jorge Acropolita e Nicéforo Gregoras) nos dizem que o campo dos epirotas foi atacado primeiro na cidade de Castória, num local chamado de "Floresta de Boril" (em grego: Βορίλλα λόγγος). Porém, como a campanha incluiu também o cerco de Prilepo, ela é justificadamente chamada de batalha de Pelagônia.

## Contexto
O imperador de Niceia Teodoro II Láscaris morreu em 1258 e foi sucedido pelo jovem João IV, sob a regência de Miguel Paleólogo, que estava determinado a restaurar o Império Bizantino e recapturar todo o território perdido desde o saque de Constantinopla pela Quarta Cruzada. Em 1259, Guilherme II de Vilearduin casou-se com Ana Comnena Ducena (conhecida também como Agnes), filha de Miguel II de Epiro, consolidando uma aliança entre o Despotado de Epiro e o Principado de Acaia contra Niceia. Eles também se aliaram a Manfredo da Sicília, que lhes enviou 400 cavaleiros.
Em 1259, os nicenos invadiram a Tessália e, em setembro, os exércitos acaiano e epirota marcharam para o norte para enfrentá-los. Os nicenos estavam sob o comando do sebastocrator Teodoro Ducas, o irmão de Miguel II de Epiro. De acordo com a "Crônica da Moreia", a força nicena era o principal exército bizantino reforçado por mercenários turcos, 2 000 cumanos, 300 germanos, 13 000 húngaros e 4 000 sérvios, além de alguns valáquios. Havia supostamente vinte e sete divisões de cavalaria, embora todos estes números sejam, muito provavelmente, exagerados. Teodoro também juntou todos os camponeses e o gado locais e os colocou no alto de colinas para que, de longe, parecessem parte do exército.
Teodoro então enviou um falso desertor até Miguel e Guilherme, com a ordem de exagerar o número de tropas nicenas e criticá-los por tentarem atacar um membro da família. O barão de Karytaina, um dos líderes dos "francos", não acreditou na artimanha e convenceu os acaianos a permanecerem quando eles já haviam decidido ir embora. Ainda assim, Miguel e suas tropas desertaram durante a noite e fugiram; de acordo com Paquimeres, o motivo foi uma discussão do filho bastardo de Miguel, João Ducas da Tessália, com Guilherme.

## A batalha
No dia seguinte, os cavaleiros francos atacaram os mercenários germânicos e mataram seu líder, o duque da Caríntia, provocando uma debandada. Os arqueiros húngaros então mataram todos os cavalos acaianos, deixando os cavaleiros praticamente indefesos. A infantaria acaiana fugiu, os cavaleiros se renderam e o príncipe Guilherme se escondeu num monte de feno, mas foi descoberto e preso. Teodoro levou-o até João Paleólogo, irmão de Miguel VIII, que estava no comando geral da expedição e Guilherme foi forçado a ceder as fortalezas estratégicas que ele mantinha na Acaia (incluindo Mistras) antes de ser libertado.
Contudo, há um problema com a alegação da "Crônica da Moreia" de que o "duque da Caríntia" estaria presente na batalha. O duque na época era Ulrico III e reinou por muitos anos ainda após 1259 e provavelmente não estava presente. O autor da Crônica pode ter inventado um duque fictício para contrabalançar a presença de Guilherme naquela região da batalha. As fontes gregas, além de Paquimeres, foram Jorge Acropolita, Nicéforo Gregoras e Jorge Frantzes.

## Consequências
João prosseguiu sua campanha e capturou Tebas. O Principado de Acaia, que havia se tornado o mais poderoso estado franco na Grécia, foi reduzido a um vassalo niceno; o Ducado de Atenas posteriormente preencheria este espaço. Miguel VIII se aproveitou desta derrota para reconquistar Constantinopla em 1261.